# Géza (fils de Géza II)
Pour les articles homonymes, voir Géza.
Géza de Hongrie (né vers 1150– mort après 1210) prince royal hongrois de la dynastie d'Árpád. Il fut le plus jeune fils du roi Géza II de Hongrie et le frère des rois Étienne III et Béla III de Hongrie. Prétendant au trône en 1172/1173, au cours de la Troisième croisade il se rend en Terre sainte avec un contingent de guerriers hongrois.

## Biographie
La prince Géza naît vers 1150, il est le 4e fils du roi Géza II de Hongrie et de son épouse la Princesse Euphrosyne de Kiev. Après la mort du roi Géza II il y a plusieurs conflits pour la succession royale qui opposent son frère aîné Étienne III de Hongrie et leurs oncles Ladislas II et Étienne IV.
Étienne III triomphe de ses rivaux et demeure seul roi de Hongrie. Pendant le règne d'Étienne III le conflit avec l'empire byzantin dirigé par Manuel Ier Comnène continue. L'empereur Manuel Ier est lui-même le fils d'une princesse hongroise Piroska/Irène, elle-même fille de Ladislas Ier de Hongrie, et il porte un intérêt soutenu au royaume de Hongrie. Manuel Ier et Étienne III concluent enfin un accord de paix en 1163 qui prévoit que le jeune frère du roi le prince Béla sera envoyé à Byzance, fiancé avec Marie la fille de Manuel Ier et de sa première épouse et éventuellement destiné à lui succéder sur le trône impérial. Le prince Géza et sa mère Euphrosyne continue pendant ce temps à vivre à la cour d'Étienne III.
À la mort d'Étienne III le 3 mars 1172 sans héritier, son frère puîné Béla privé de l'expectative d'une succession impériale par la naissance d'un fils à Manuel Ier est rappelé de Byzance afin de succéder à son frère. Pendant ce temps un parti de nobles tente d'imposer comme roi son jeune frère le prince Géza. Béla III soutenu par la papauté et l'empire byzantin le prend de vitesse et se fait couronner le 13 janvier 1173. Géza et ses partisans continue de conspirer et lorsque Béla III découvre le complot il emprisonne son frère. Ce dernier réussit à s'échapper et se réfugie avec ses partisans chez Henri II d'Autriche ce qui provoque une agression de Béla III contre l'Autriche en 1175. Après la mort d'Henri II Géza tente de rejoindre Frédéric Barberousse mais il est capturé en Bohême en 1176 par le prince Sobeslav II de Bohême qui le livre à son frère Béla III ce dernier l'emprisonne de nouveau ainsi que leur mère Euphrosyne qui avait sans doute participé à la conspiration. Le prince Géza reste emprisonné de 1177 à 1189.
Sa libération est liée à la préparation de la Troisième croisade. Cette année-là Frédéric Ier du Saint-Empire, arrive en Hongrie et est reçu par le roi Béla III. Apprenant la situation de Géza l'empereur demande à son frère de le mettre à la tête d'un petit corps de troupe hongrois et de le joindre à l'armée impériale. Béla III consent à doter son frère d'une escorte de 2.000 soldats hongrois pour rejoindre la Terre sainte. La croisade germanique tourne cour après la mort accidentelle de Frédéric Barberousse en 1190 et Béla III ordonne à son frère de revenir en Hongrie mais le prince et sa troupe décident de poursuivre leur chemin et de rester en Terre sainte où il prend le nom de « Jean ». C'est là que le prince Géza-Jean épouse une noble byzantine non identifiée en 1190/1191 qui lui donne plusieurs enfants :  
- Alexis (? - après 1217). Il retourne en Hongrie après 1209/1210 ;
- un fils (? - après 1209). Il retourne en Hongrie après 1209/1210 ;
- autres enfants....

Les historiens estiment que le prince Géza meurt vers 1209/1210 car c'est à cette époque qu'il disparait des sources. À cette époque plusieurs dignitaires hongrois en conflit avec André II de Hongrie décident d'envoyer secrètement des émissaires auprès des fils de Géza qui vivaient en Grèce afin de les placer sur le trône. Les émissaires sont arrêtés à Spalato et leurs lettres révèlent la conspiration au roi.